# Nikao Sokattack Football Club
Maillots
Sokattack Nikao est un club de football des îles Cook qui se situe sur l'île de Rarotonga.

## Palmarès

### Section masculine
- Championnat des Îles Cook de football (7) 
  - Champion : 2000, 2004, 2005, 2006, 2008, 2009 et 2021
- Coupe des Îles Cook de football (12) 
  - Vainqueur : 1983, 2002, 2003, 2005, 2007, 2008, 2010, 2011, 2012, 2020, 2021, 2022

### Section féminine
- Championnat des Îles Cook (2) 
  - Champion : 2001, 2013
- Coupe des Îles Cook (4) 
  - Vainqueur : 2001, 2013, 2014, 2015